# IC 944
IC 944 је спирална галаксија у сазвјежђу Волар која се налази на листи објеката дубоког неба у Индекс каталогу.
Деклинација објекта је + 14° 5' 30" а ректасцензија 13h 51m 30,8s. Привидна величина (магнитуда) објекта IC 944 износи 13,6 а фотографска магнитуда 14,5. IC 944 је још познат и под ознакама UGC 8766, MCG 2-35-19, CGCG 73-85, IRAS 13490+1420, KUG 1349+143, KCPG 400B, PGC 49204.